# École communale du Mont-Saint-Michel
L'école communale du Mont-Saint-Michel est un monument situé au Mont-Saint-Michel, en France.

## Localisation
Le monument est situé dans le département français de la Manche, sur la commune du Mont-Saint-Michel, au pied de l'abbaye, à côté de la maison de la Truie qui file.

## Historique
Cette ancienne école, qui accueillait une classe unique, a fermé ses portes en 1972.

## Architecture
Le bâtiment de l'école et le terrain contigü sont classés au titre des monuments historiques depuis le 25 janvier 1934.